# 善化公主
善化公主（1503年7月21日—1512年5月15日），明朝公主，兴献王朱祐杬庶次女。母为姬妾王氏，嘉靖时尊封睿庙淑妃。
弘治十六年六月二十八日（1503年7月21日）生，正德七年五月初一日（1512年5月15日）去世，享年十岁，未下嫁。嘉靖四年（1525年），其嫡弟明世宗追封她为长公主，同時被冊封的還有明世宗夭折的同母哥哥岳怀王和同母姐姐長寧长公主。嘉靖七年三月，明世宗命造公主坟殿、祭器、碑志石等，由工部負責。